# 동물 윤리학
동물 윤리학은 인간과 동물의 관계, 동물에 대한 도덕적 고려, 인간이 아닌 동물이 어떻게 다루어져야 하는지를 연구하는 윤리학의 한 분야이다. 주제는 동물 권리, 동물 복지, 동물법, 종차별, 동물 인지, 야생 동물 보호, 야생 동물 고통, 비인간 동물의 도덕적 지위, 비인간적 인격 개념, 인간 예외 주의 등을 다룬다. 현재 도덕 및 정치 철학에서 옹호되는 다양한 이론에 따라 이 분야를 조사하기 위해 몇 가지 다른 이론적 접근이 제안되었다. 이해가 다르기 때문에 완전히 받아들여지는 이론은 없다. 그러나 동물권 및 공리주의와 같이 사회에서 더 널리 받아 들여지는 이론이 있다.

## 동물의 권리
최초의 동물 권리법은 1635-1780년 사이에 처음 도입되었다. 1635년에 아일랜드는 동물 보호법을 통과한 최초의 국가가 되었다. 1641년에 매사추세츠 식민지는 동물에 대한 모든 "폭정이나 잔혹 행위"에 대한 규제를 포함하는 자유의 몸이라고 불렀다. 1687년 일본은 육식과 동물 살해를 다시 금지했다. 1789년 철학자 벤담은 도덕과 입법의 원리 서설에서 동물의 지능이 아니라 고통을 받을 수 있는 능력은 동물에게 권리를 부여해야 한다는 것을 의미한다고 주장 했다.

## 동물 실험
생물 의학 연구를 위한 동물 실험은 고대 그리스인의 저술로 거슬러 올라간다. 아리스토텔레스, 에라시스트라투스 등의 의사-과학자들이 살아있는 동물에 대한 실험을 한 것으로 이해된다. 그 뒤를 이어 로마에 거주하는 그리스인 갈레노스도 해부학, 생리학, 병리학, 약리학의 지식을 향상시키기 위해 살아있는 동물에 대한 실험을 수행했다. 그 이후로 동물 실험은 상당히 발전했으며 오늘날에도 여전히 수행되고 있으며 전 세계적으로 수백만 마리의 실험 동물이 사용되고 있다. 그러나 최근 몇 년 동안 대중과 동물 활동가 단체의 심한 비판을 받았다. 반대하는 사람들은 동물 실험이 인류에게 제공하는 이점이 동물의 고통에 대해 정당화될 수 없다고 주장한다. 동물 실험은 생물 의학 지식의 발전을 위해 필수적이라고 주장한다.

## 윤리이론
윤리적 사고는 사회가 동물 윤리를 인식하는 방식에 적어도 세 가지 방식으로 영향을 미쳤다. 첫째, 동물윤리의 기원과 동물이 어떻게 다루어져야 하는지에 대한 것이다. 둘째, 동물윤리의 진화는 이 이데올로기가 처음 제안된 것처럼 단순하지 않다는 것을 깨닫기 시작했다. 세 번째 방법은 인간이 이러한 윤리에 대해 숙고하면서 직면하는 도전을 통해서이다. 도덕의 일관성, 그리고 어떤 경우의 정당화.
결과주의는 결과에 따라 행동의 옳고 그름을 판단하는 윤리적 이론의 모음이다. 행위가 해보다 유익하면 선이고 유익보다 해가 많으면 악이다. 결과주의 이론의 가장 잘 알려진 유형은 공리주의이다.
의무론적 윤리는 행위의 결과가 아닌 자신의 의무를 수행하는 것에 근거하여 도덕적 행위를 평가하는 이론이다. 즉, 임무를 수행하는 것이 의무라면 결과에 관계없이 도덕적으로 옳고 의무를 수행하지 않으면 도덕적으로 그른 것이다. 많은 유형의 의무론적 이론이 있지만 가장 일반적으로 인식되는 것은 종종 임마누엘 칸트와 관련이 있다. 이 윤리 이론은 상충되는 측면에서 구현될 수 있다. 예를 들어 연구원은 의무론에 따르면 도덕적으로 올바른 수백만 명의 인간에게 영향을 미치는 질병에 대한 치료법을 찾기 위해 동물을 고통스럽게 하는 것이 그들의 의무라고 생각할 수 있다. 반면에 동물 활동가는 이러한 실험 대상 동물을 구하는 것이 그들의 의무라고 생각하여 이러한 생각에 모순을 일으킬 수 있다. 게다가, 이 이론의 또 다른 상충되는 성질은 탈출한 닭이 어디로 갔는지에 대해 거짓말을 해야 하는지, 아니면 진실을 말하고 닭을 죽음으로 보낼 것인지 결정하는 것과 같은 두 가지 부과하는 도덕적 의무 중에서 선택해야 하는 경우이다. 그러나 거짓말은 수행해야 할 부도덕한 의무이며, 닭을 죽이는 것도 마찬가지이다.
덕 윤리는 행위의 결과나 의무를 지적하는 것이 아니라, 덕 있는 사람처럼 행동하는 행위에서 출발한다. 따라서 그러한 행동이 유덕한 사람에게서 비롯된 것인지 아니면 악랄한 성격을 가진 사람에게서 나오는 것인지 묻는 것이다. 덕 있는 사람에게서 나온다면 도덕적으로 옳고, 악한 사람에게서 나온다면 부도덕한 행위라고 한다. 덕이 있는 사람은 존경, 관용, 정의 및 평등과 같은 자질을 가지고 있다고 한다. 이 이론이 다른 이론에 비해 갖는 한 가지 장점은 이전 두 이론에서는 없었던 도덕적 결정에 영향을 미치는 인간의 감정을 고려한다는 것이다. 그러나 선인에 대한 사람들의 견해는 지극히 주관적이어서 그 사람의 도덕적 나침반에 큰 영향을 미칠 수 있다는 단점이 있다. 이 근본적인 문제로 인해 이 윤리 이론이 모든 경우에 적용될 수는 없다.

## 같이 보기
- 폐지주의
- 종차별주의
- 고통 (감정)